# Gratia (Teleorman)
Gratia è un comune della Romania di 2 888 abitanti, ubicato nel distretto di Teleorman, nella regione storica della Muntenia. 
Il comune è formato dall'unione di 3 villaggi: Ciurari-Deal, Drăghinești, Gratia.